# Negacionismo do Holocausto
Negacionismo do Holocausto consiste em afirmações de que o genocídio de judeus durante a Segunda Guerra Mundial, o Holocausto, não aconteceu ou não aconteceu da maneira ou nas proporções historicamente reconhecidas.
O elemento chave em tais afirmações é a rejeição aos seguintes tópicos: de que o governo nazista alemão colocou em prática uma política de perseguição deliberada aos judeus com a finalidade de sua exterminação enquanto povo; que mais de cinco milhões de judeus foram sistematicamente mortos pelos nazistas e seus aliados; e que o genocídio foi realizado em campos de extermínio a partir da utilização de ferramentas de assassinato em massa a nível industrial, tais como câmaras de gás.
Os negacionistas do Holocausto geralmente não aceitam o termo "negacionismo" como uma descrição apropriada de seu ponto de vista, utilizando, em vez disso, o termo "revisionismo". Seus críticos usam o termo "negacionismo" para diferenciar negacionistas do Holocausto de revisionistas históricos em geral, pois consideram que os negacionistas não se baseiam em evidências históricas.
Muitos dos chamados negacionistas do Holocausto sugerem ou afirmam abertamente que o Holocausto é uma farsa montada para fins de propaganda e que os números do genocídio foram inflados, visando, a princípio, favorecer a criação do Estado de Israel e obter as vultosas indenizações pagas pela Alemanha a organizações sionistas e, mais recentemente, para criar uma certa leniência da opinião pública diante dos avanços de Israel sobre os Territórios Palestinos. Nesse aspecto, observam-se pontos de convergência com outros estudiosos e críticos da historiografia oficial acerca do genocídio dos judeus na Segunda Guerra.
A negação do Holocausto é considerada, pela Anti-Defamation League e outras importantes organizações judaicas, como uma teoria da conspiração antissemita.

## Terminologia e etimologia
O termo "negacionismo" é um neologismo que começou a se estabelecer na França a partir de 1987, como substituto de "revisionismo", para se referir especificamente ao questionamento acerca do genocídio de judeus (mas não de outros grupos étnicos, como rom e sinti, religiosos, como as testemunhas de Jeová, e demais vítimas do regime nazista) durante a Segunda Guerra Mundial.
Aqueles envolvidos na negação do Holocausto preferem referir-se a seu trabalho como um revisionismo histórico, sendo contrários ao rótulo de "negacionistas". Seus críticos consideram a utilização do termo revisionismo neste caso um equívoco, uma vez que os métodos da negação do Holocausto diferem daqueles empregados por uma revisão histórica "legítima", conforme foi explicado em uma declaração divulgada pela Universidade Duke em resposta a um anúncio produzido pelo Committee for Open Debate on the Holocaust fundado por Bradley R. Smith:
| “ | É verdade que historiadores estão constantemente envolvidos em revisionismo histórico; no entanto, o que historiadores fazem é muito diferente do mostrado no anúncio. O revisionismo histórico de eventos importantes (…) não está preocupado com a veracidade de tais eventos; ao contrário, preocupa-se com sua interpretação histórica, suas causas e consequências em geral. | ” |

Na obra The Holocaust: Problems and Perspectives of Interpretation, Donald L. Niewyk fornece algumas explicações sobre como o revisionismo histórico legítimo — o reexame da história consolidada e sua atualização com informações recém-descobertas, mais precisas ou imparciais — pode ser aplicado ao estudo do Holocausto enquanto novos fatos surgirem para modificar a compreensão histórica do acontecimento:
| “ | Com os principais aspectos do Holocausto claramente visíveis a todos exceto os deliberadamente cegos, os historiadores direcionaram sua atenção aos aspectos da história onde as evidências são incompletas ou ambíguas. Estas não são, de forma alguma, questões secundárias, aparecendo em temas como o papel de Hitler no evento, a resposta judaica à perseguição, e as reações de testemunhas tanto dentro quanto fora da Europa sob controle nazista. | ” |

Em contraste, o movimento de negação do Holocausto defende a ideia de que o Holocausto, tal como descrito pela historiografia dominante, não aconteceu. Chamado por vezes de "negacionismo" (a partir do francês négationnisme, termo introduzido por Henry Rousso), tal movimento visa, segundo seus críticos, reescrever a história, minimizando, negando ou simplesmente omitindo fatos essenciais. Koenraad Elst escreveu:
| “ | Negacionismo significa a negação de crimes históricos contra a humanidade. Não é a reinterpretação de fatos conhecidos, mas a negação de fatos conhecidos. O termo negacionismo ganhou destaque como nome de um movimento que nega um crime específico contra a humanidade, o genocídio de judeus cometido pelos nazistas entre 1941 e 1945, conhecido também como holocausto (do grego "sacrifício no fogo") ou Shoah (do hebreu "desastre"). O negacionismo é identificado propriamente com os esforços em reescrever a história de tal maneira que o acontecimento do Holocausto seja omitido. | ” |

## Alegações

### Análise das alegações
As afirmações-chave dos negacionistas do Holocausto são:
- Os nazistas não possuíam uma política oficial ou intenção de exterminar os judeus;
- Os nazistas não utilizaram câmaras de gás para o assassinato em massa de judeus;
- A soma total de 5 a 6 milhões de mortes de judeus foi um exagero grosseiro, sendo o número verdadeiro, em ordem de magnitude, muito menor.

Entre outras alegações estão:
- Histórias sobre o Holocausto formam um mito inicialmente criado pelos Aliados para demonizar os alemães.[3] Os judeus espalharam este mito como parte de um plano maior cuja intenção era transformar em realidade a criação de um país judaico na Palestina, e atualmente para assegurar apoio contínuo ao estado de Israel.[13][14]
- Evidências documentais do Holocausto, de fotografias ao Diário de Anne Frank, são falsificações.[3]
- Testemunhos de sobreviventes estão repletos de erros e inconsistências, sendo portanto indignos de confiança.[3]
- Interrogadores obtiveram a confissão de crimes de guerra de prisioneiros nazistas através do uso da tortura.[3]
- O tratamento que os nazistas dispensaram aos judeus não foi diferente do que os Aliados fizeram a seus inimigos na Segunda Guerra.[15]

O Holocausto foi bem documentado pela burocracia do próprio governo nazista. Foi, além disso, testemunhado pelas forças Aliadas que adentraram a Alemanha e os estados associados ao Eixo no final da Segunda Guerra. Sendo assim, a negação do Holocausto é amplamente considerada como um fracasso em aderir às regras da evidência, princípios que historiadores mainstream (assim como estudiosos em outros campos) consideram como básicos da inquirição racional.
De acordo com os pesquisadores Michael Shermer e Alex Grobman, há uma "convergência de evidências" que prova que o Holocausto aconteceu. Entre as evidências estão:
| “ | 1. Documentos escritos — centenas de milhares de cartas, memorandos, diagramas, ordens, contas, discursos, artigos, memórias e confissões. 2. Testemunho ocular — declarações de sobreviventes, de Sonderkommandos (que ajudavam a carregar os corpos das câmaras de gás aos crematórios em troca da promessa de sobrevivência), de guardas da SS, de comandantes, de moradores locais, e até mesmo de nazistas do alto comando que falavam abertamente sobre o assassínio em massa de judeus. 3. Fotografias — incluindo fotografias militares oficiais e da imprensa, civis, tiradas secretamente por sobreviventes, aéreas, filmes Aliados e alemães, e imagens não-oficiais registradas pelo exército alemão. 4. Os próprios campos — campos de concentração, de trabalho e extermínio ainda existem em graus variados de originalidade e reconstrução. 5. Evidência conclusiva — demografia populacional, reconstituída a partir da época anterior à Segunda Guerra; se seis milhões de judeus não foram mortos, o que aconteceu com eles? | ” |

Uma grande parcela da controvérsia em torno das afirmações de negacionistas do Holocausto está nos métodos utilizados por eles para apresentar argumentos de que o Holocausto supostamente nunca aconteceu como é comumente aceito. Diversas informações foram fornecidas por negacionistas do Holocausto (incluindo provas apresentadas em julgamentos), a respeito de fatos e evidências defendidas; pesquisas independentes, no entanto, mostraram que tais informações foram baseadas em levantamentos de dados falhos, depoimentos preconceituosos, ou mesmo provas deliberadamente falsificadas. Oponentes do negacionismo do Holocausto, como o site Nizkor, documentaram diversos momentos em que tais evidências foram alteradas ou fabricadas. Conforme declaração de Pierre Vidal-Naquet, "em nossa sociedade de imagem e espetáculo, o extermínio do papel leva ao extermínio da realidade".
O IHR (Institute for Historical Review) elaborou sessenta e seis perguntas e as respectivas respostas para mostrar sua visão de que ou o Holocausto não aconteceu, ou os números são diferentes da "história oficial". Isto levou o grupo de estudos Nizkor a elaborar e apresentar ao público em seu sítio refutações para cada uma das perguntas feitas pelo IHR.

## Tentativas de encobrimento pelos perpetradores
Ver também: Sonderaktion 1005 e Discurso de Posen
Mais informações: Lista de sobreviventes do Holocausto

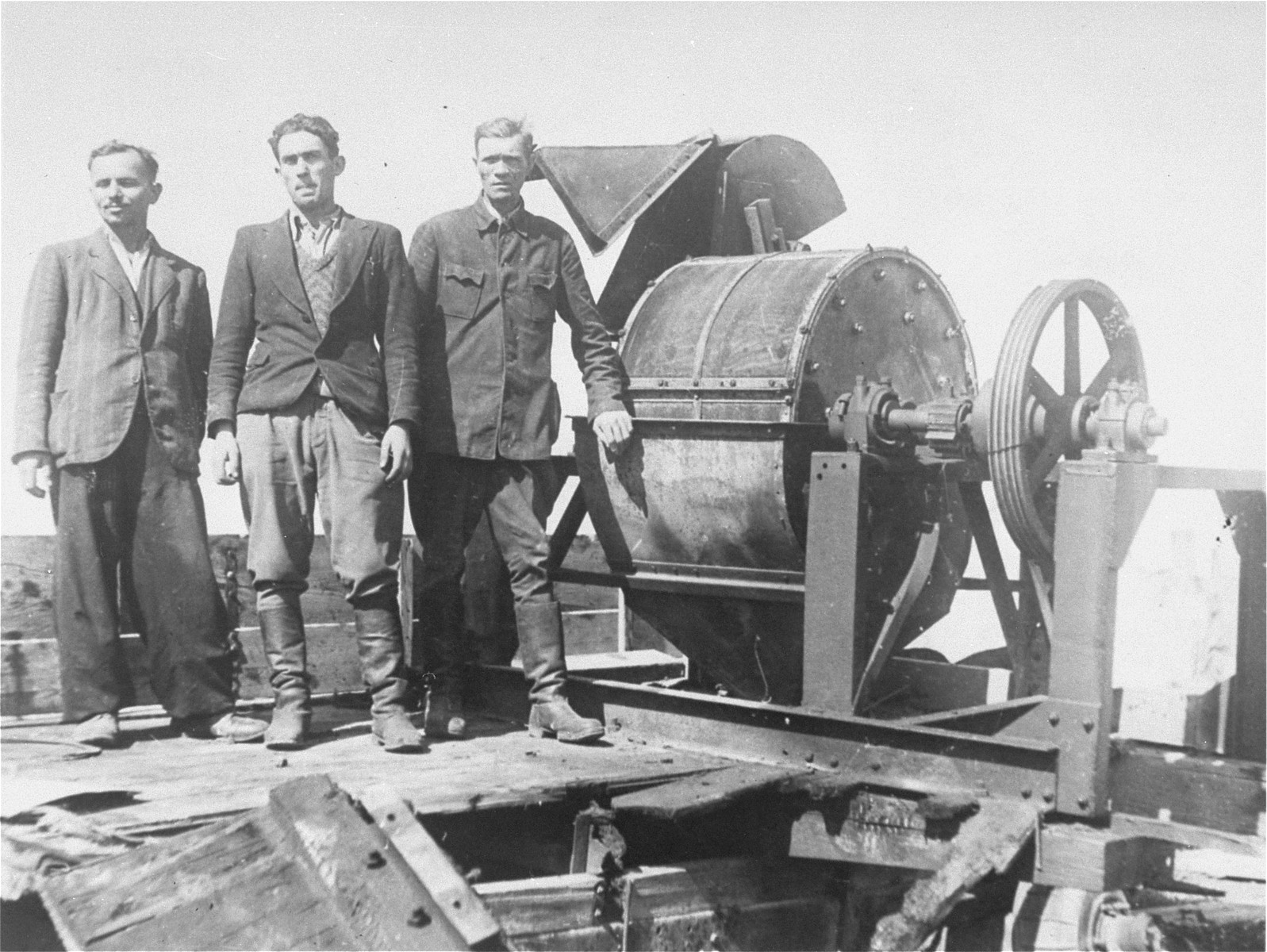
Membros de uma unidade Sonderkommando 1005 posam próximos a uma máquina esmagadora de ossos no campo de concentração de Janowska, Polônia (junho de 1943 – outubro de 1943)

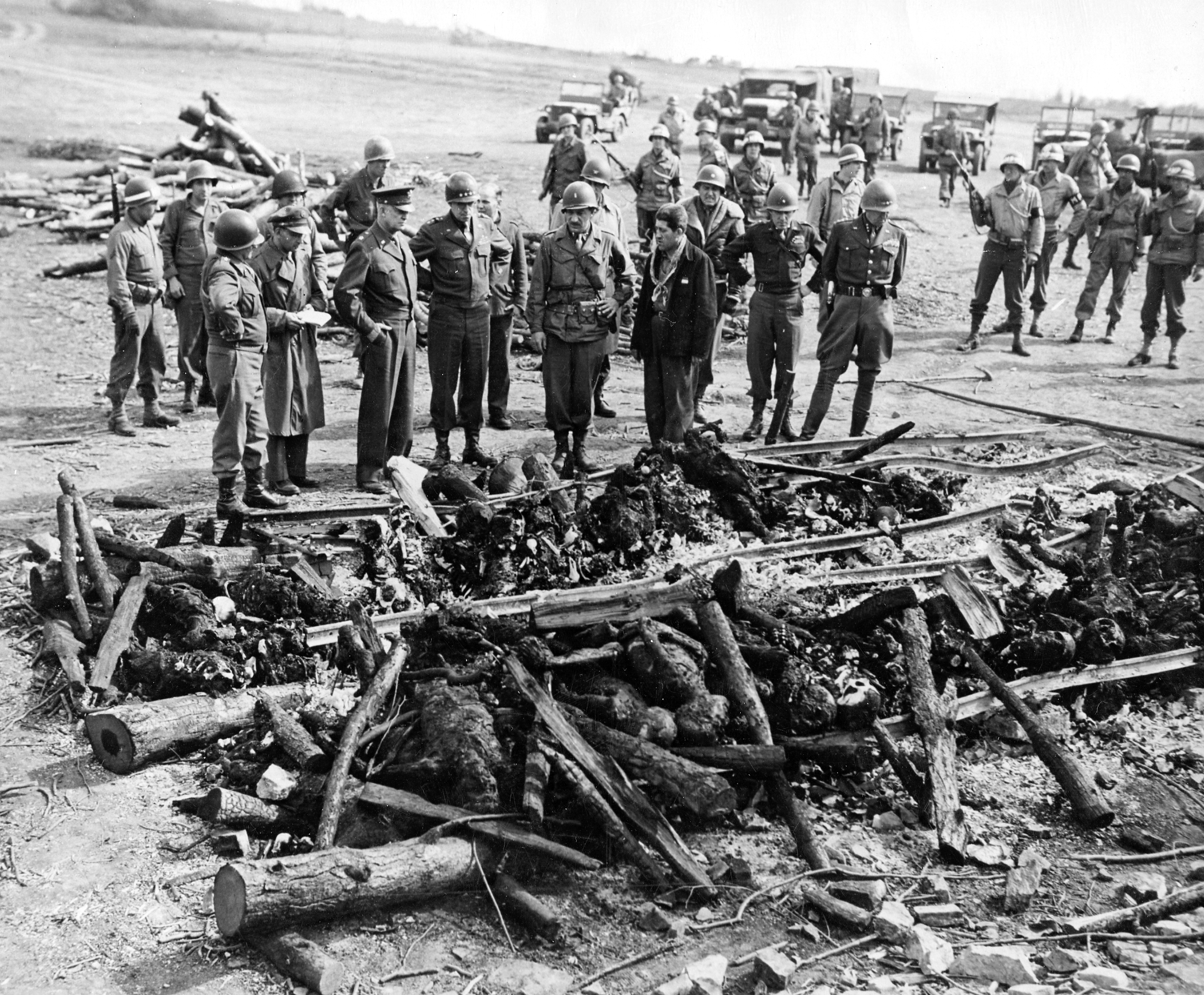
12 de abril de 1945: Generais Eisenhower, Omar Bradley e George S. Patton, no campo de trabalhos forçados de Ohrdruf, inspecionam uma pira crematória improvisada

De acordo com evidências documentais catalogadas por historiadores, enquanto a derrota da Alemanha tornava-se iminente e os líderes nazistas percebiam que provavelmente seriam capturados e colocados em julgamento, um grande esforço foi feito para eliminar todas as evidências do extermínio em massa. Heinrich Himmler instruiu seus comandantes de campo a destruir registros, crematórios e outros sinais do extermínio.
Dentre muitos exemplos, os corpos de 25,000 judeus letões, os quais Friedrich Jeckeln e os soldados sob seu comando executaram em Rumbula no final de 1941, foram desenterrados e cremados em 1943. Operações similares foram conduzidas em Bełżec, Treblinka e outros campos de extermínio. No infame Discurso de Posen de outubro de 1943, Himmler referiu-se explicitamente ao assassinato de judeus europeus, indo mais além ao dizer que as mortes deveriam ser mantidas permanentemente em segredo:
| “ | Eu quero também citar-lhes um capítulo bastante difícil, gostaria de citá-lo aqui abertamente. Deve ser debatido entre nós mas apesar disso nós jamais tocaremos nesse assunto em público. Da mesma maneira que nós, em 30 de junho de 1934, não hesitamos em executar as ordens que nos foram transmitidas e enviamos camaradas que cometeram erros ao paredão, dessa mesma maneira jamais falamos nem falaremos sobre isso. Este tato, graças a Deus, nos é inerente — ter obviamente possuído o tato de nunca conversarmos sobre isso, nunca falarmos sobre isso. Todos se arrepiaram e todos tinham a consciência de que voltariam a fazê-lo se caso assim lhe fosse ordenado e se fosse necessário. Eu estou falando da evacuação dos judeus, do extermínio do povo judeu. | ” |

Em 1945, o General Dwight D. Eisenhower, Comandante Supremo das Forças Aliadas, previu que algum dia surgiriam tentativas de recaracterizar os crimes nazistas como propaganda espalhada por seus inimigos, tomando desta forma medidas para evitar que isso ocorresse:
| “ | Naquele dia "12 de abril de 1945" eu vi meu primeiro campo de horrores. Ficava próximo à cidade de Gotha. Nunca fui capaz de descrever minhas reações emocionais quando encarei pela primeira vez a evidência inquestionável da brutalidade nazista e o desrespeito cruel a qualquer senso de decência. Até então eu só conhecia aquilo em termos gerais ou através de fontes secundárias. Estou certo, no entanto, de que jamais, em qualquer momento, experimentei uma sensação de choque igual. Visitei cada canto e esconderijo do campo pois senti que era meu dever estar em posição, a partir de então, de testemunhar em primeira mão sobre aquelas coisas, caso em algum momento surgisse a crença ou hipótese de que "as histórias de brutalidade nazista foram apenas propaganda". Alguns integrantes da equipe de visitação foram incapazes de prosseguir com o suplício. Eu não só o fiz como, assim que retornei ao quartel-general de Patton naquela tarde, mandei mensagens a Washington e Londres requisitando que ambos os governos enviassem instantaneamente à Alemanha um grupo aleatório de editores de jornal e grupos de representantes das legislaturas nacionais. Senti que a evidência deveria ser apresentada imediatamente aos públicos americano e britânico de uma maneira que não deixaria lugar para dúvidas cínicas. | ” |

Eisenhower, ao encontrar as vítimas dos campos de extermínio, ordenou que todas as fotografias possíveis fossem registradas, e que moradores alemães de vilarejos vizinhos fossem trazidos aos campos e até mesmo enterrassem os mortos. Ele escreveu a seguinte mensagem ao General Marshall após visitar o campo de concentração próximo a Gotha, Alemanha:
| “ | A evidência visual e o testemunho verbal da fome, crueldade e bestialidade foram tão esmagadores que me deixaram um pouco enjoado. Em um determinado cômodo, eles haviam empilhado vinte ou trinta homens nus, mortos de fome, e George Patton não foi capaz nem de entrar. Ele disse que ficaria enjoado se o fizesse. Eu fiz a visita deliberadamente, com a intenção de ser capaz de dar um testemunho em primeira mão dessas coisas caso no futuro surja uma tendência em atribuir essas acusações à mera "propaganda". | ” |

## Reações ao negacionismo do Holocausto
| “                                    | É diante desse intolerável que se revela a abjeção do sórdido raciocínio dos negacionistas, que se metem a calcular se os mortos realmente foram milhões, como se entre cinco, quatro, dois ou um se pudesse chegar a uma negociação. E se a morte não foi causada pelo gás, mas apenas por terem sido colocados lá sem muita atenção? E se tivessem morrido de alergia às tatuagens? Mas reconhecer o intolerável quer dizer que em Nurembergue todos deveriam ser condenados à forca, mesmo que o morto fosse apenas um, e por simples omissão de socorro. O novo intolerável não é só o genocídio, mas sua teorização. E esta envolve e responsabiliza também os peões dos massacres. Diante do intolerável caem as distinções de intenções, boa-fé, erro: há somente a responsabilidade objetiva. Mas (dizem eles) eu só empurrava as pessoas para as câmaras de gás porque recebia ordens, na realidade pensei que era apenas para desinfetá-las. Não importa, sinto muito, aqui estamos diante da epifania do intolerável, não valem as velhas leis com suas circunstâncias atenuantes: você também será condenado ao garrote. | ” |
| — Umberto Eco, Cinco Escritos Morais | |   |

### Tipos de reação
A reação de estudiosos ao negacionismo do Holocausto pode ser dividida, grosso modo, em três categorias: uma parcela de acadêmicos recusa-se a lidar com negacionistas do Holocausto ou seus argumentos no sentido de que, ao fazê-lo, lhes darão uma legitimidade não intencional. Um segundo grupo de estudiosos, representados pela historiadora americana Deborah Lipstadt, tenta despertar conscientização dos métodos e motivações de negacionistas do Holocausto sem legitimar os próprios negacionistas. "Não devemos desperdiçar nosso tempo ou esforços respondendo às alegações dos negacionistas", escreveu Lipstadt. "Seria uma tarefa sem fim… eles estão comprometidos com uma ideologia, e suas 'descobertas' são moldadas para apoiá-la". Um terceiro grupo, tipificado pelo Nizkor Project, responde os argumentos e afirmações feitas por grupos negacionistas do Holocausto ao apontar incongruências e erros em suas evidências.

### Figuras públicas e estudiosos
Diversas figuras públicas e estudiosos posicionaram-se contra o negacionismo do Holocausto. A American Historical Association, a maior e mais antiga sociedade de historiadores e professores de história dos Estados Unidos, afirma que o negacionismo do Holocausto é "na melhor das hipóteses, fraude acadêmica". O doutor William Shulman, diretor do Holocaust Research Center, descreveu a negação "… como se aquelas pessoas [vítimas do Holocausto] fossem assassinadas duas vezes", um sentimento compartilhado pelo teórico literário Jean Baudrillard, que argumentou que "esquecer o extermínio é parte do extermínio em si". Em 2006, Kofi Annan, Secretário Geral da ONU, declarou: "Relembrar é uma repreensão necessária àqueles que dizem que o Holocausto nunca aconteceu ou que foi exagerado. Negacionismo do Holocausto é obra de fanáticos; devemos rejeitar suas falsas alegações sempre que necessário". Elie Wiesel, sobrevivente do Holocausto e vencedor do Prêmio Nobel, chama o Holocausto de "tragédia mais documentada da história escrita. Nunca antes uma tragédia produziu tantas testemunhas entre os assassinos, entre as vítimas e mesmo entre os espectadores — milhões de peças em museus, arquivos em milhares, em milhões".
Em janeiro de 2007, a Assembleia Geral das Nações Unidas condenou "sem reservas qualquer negação do Holocausto", embora o Irã tivesse sido retirado da resolução.

### Ex-integrantes das SS
Entre os críticos do negacionismo do Holocausto encontram-se também integrantes das SS de Auschwitz. O médico de campo e SS-Untersturmführer Hans Münch considerou os fatos de Auschwitz "tão firmemente precisos que não é possível alguém ter qualquer dúvida", descrevendo aqueles que negam o que aconteceu no campo como pessoas "malevolentes" que têm "interesse pessoal em querer enterrar em silêncio coisas que não podem ser enterradas em silêncio". Josef Klehr, manipulador de Zyklon-B e SS-Oberscharführer, declarou que, para defender que ninguém foi envenenado por gás em Auschwitz, a pessoa só pode ser "louca ou equivocada". O SS-Unterscharführer Oswald Kaduk afirmou não considerar normal alguém capaz de manter tais alegações. Ao ficar sabendo a respeito do negacionismo do Holocausto, o SS-Rottenführer Oskar Gröning sentiu-se impelido a falar publicamente sobre o que testemunhou em Auschwitz, declarando:
| “ | Gostaria que vocês acreditassem em mim. Eu vi as câmaras de gás. Eu vi o crematório. Eu vi os tiroteios. Eu estava nas rampas quando os selecionamentos aconteceram. Gostaria que vocês acreditassem que aquelas atrocidades aconteceram, porque eu estava lá. | ” |

### Negacionismo do Holocausto e antissemitismo
O negacionismo do Holocausto é geralmente visto como uma forma de antissemitismo. A Encyclopedia of Genocide and Crimes Against Humanity, por exemplo, define a negação do Holocausto como "uma nova forma de antissemitismo, mas uma baseada em temas antigos". A Anti-Defamation League declarou que "a negação do Holocausto é uma forma contemporânea da clássica doutrina antissemita de um mundo judaico conspiratório, mau e manipulador", enquanto a historiadora francesa Valérie Igounet observou que "o negacionismo do Holocausto é um substituto convenientemente polêmico para o antissemitismo". Em 2005, o Centro Europeu de Monitoramento de Racismo e Xenofobia (atual European Union Agency for Fundamental Rights) publicou uma "definição prática" de antissemitismo que deu um exemplo de como a discriminação poderia manifestar-se, com a "negação do fato, escopo, mecanismos (i.e., câmaras de gás) ou a intenção de genocídio do povo judeu pelas mãos da Alemanha Nacional-Socialista e seus aliados e cúmplices durante a Segunda Guerra Mundial (o Holocausto)".
Alguns concordam que nem todos os negacionistas do Holocausto são antissemitas. Em uma defesa de Robert Faurisson, professor de literatura e negacionista do Holocausto, e por ter um ensaio seu incluído na introdução de um dos livros de Faurisson, o linguista e ativista político Noam Chomsky afirmou: "Eu não vejo implicações antissemitas na negação da existência de câmaras de gás, ou mesmo na negação do Holocausto". Posteriormente, Chomsky explicaria em detalhes seu argumento:
| “ | Fui questionado se o fato de alguém negar a existência de câmaras de gás provaria que ela é antissemita. Respondi o que qualquer pessoa em sã consciência sabe: não, claro que não prova. Alguém pode acreditar, sem ser antissemita, que Hitler exterminou 6 milhões de judeus usando algum outro método. Já que a questão é trivial e não questionada por ninguém, não sei por que estamos discutindo-a. Naquele contexto, fiz um argumento ainda mais além: mesmo a negação do Holocausto não provaria que uma pessoa é antissemita. Presumo que este ponto também não é alvo de controvérsia. Desse modo, se o Holocausto for relatado a uma pessoa ignorante em relação à história moderna e ela recusar-se a acreditar que os humanos são capazes de atos tão monstruosos, não podemos concluir então que ela é antissemita. | ” |

De forma similar, em uma defesa contra a acusação de antissemitismo feita a Richard Williamson, bispo e negacionista do Holocausto, o jornalista e escritor Kevin Myers alegou que "não é antissemitismo fazer papel de bobo em público a respeito de um fato histórico. É antissemitismo pregar ou promover o ódio aos judeus porque eles são judeus, o que não foi o que o bispo Williamsom fez".
De acordo com o psiquiatra Walter Reich, então pesquisador sênior do Woodrow Wilson International Center for Scholars, diretor do United States Holocaust Memorial Museum e atualmente professor de assuntos internacionais na George Washington University:
| “ | A motivação primária da maioria dos negacionistas é o antissemitismo, e para eles o Holocausto é um fato histórico detestavelmente inconveniente. Afinal de contas, o Holocausto foi reconhecido como um dos mais terríveis crimes já cometidos, e certamente o próprio emblema do mal em tempos modernos. Se esse crime foi um resultado direto do antissemitismo levado a suas consequências lógicas, então o antissemitismo em si, mesmo se expressado em conversas privadas, será inevitavelmente desacreditado entre a população. Não existe maneira melhor de reabilitar o antissemitismo, de fazer com que argumentos antissemitas sejam vistos novamente como discursos respeitáveis e civilizados, e mesmo fazer com que governos coloquem em prática políticas antissemitas, do que convencer o mundo de que o maior crime pelo qual o antissemitismo é culpado simplesmente não aconteceu — que não passou, aliás, de uma invenção dos judeus, propagada por eles através do controle que exercem na mídia. Que melhor maneira, resumindo, de fazer do mundo novamente um lugar seguro para o antissemitismo do que negar o Holocausto? | ” |

## Criminalização da negação do Holocausto

Países que, em 2025, consideram a negação do Holocausto como crime.

O negacionismo do Holocausto é explícita ou implicitamente ilegal em dezesseis países: Alemanha, Áustria, Bélgica (ver: Holocausto na Bélgica), Eslováquia, França, Hungria, Israel, Liechtenstein, Lituânia, Países Baixos, Polônia, Portugal, República Checa, Romênia e Suíça. O Painel de decisões da União Européia a respeito de Racismo e Xenofobia decidiu que negar ou trivializar brutalmente "crimes de genocídio" deve tornar-se "passível de punição em todos os estados membros da UE". A Eslováquia criminalizou a negação de crimes fascistas em geral no final de 2001; em maio de 2005, o termo "Holocausto" foi explicitamente adotado pelo código penal, e em 2009, tornou-se ilegal negar qualquer ato considerado genocídio por uma corte internacional, implicando que a negação do Holocausto permanecia um crime, apesar do termo em si ter sido excluído. Em fevereiro de 2010, o Parlamento da Hungria adotou a mais recente legislação, que declarou a negação ou trivialização do Holocausto como crime punível com sentenças de um a três anos de cadeia.
Legislações desse tipo, no entanto, permanecem controversas. Em 2006, os Países Baixos rejeitaram o projeto de lei que propunha uma sentença máxima de um ano de detenção para negação de atos de genocídio em geral, apesar de manter especificamente a negação do Holocausto como ofensa criminal. Em outubro de 2007, um tribunal da Espanha declarou inconstitucional a lei de negação do Holocausto. No mesmo ano, a Itália rejeitou a lei que propunha sentença de prisão de até quatro anos para crimes de negacionismo. Reino Unido, Dinamarca e Suécia também rejeitaram propostas de lei relacionadas ao tema.

## Negacionistas do Holocausto notórios
- Abdel Aziz al-Rantissi
- Bobby Fischer
- David Irving
- Horst Mahler
- Israel Shamir
- Jean-Marie Le Pen
- Léon Degrelle
- Mahmoud Ahmadinejad
- Otto Ernst Remer
- Paul Rassinier
- Richard Williamson
- Robert Faurisson
- Roger Garaudy
- Rousas John Rushdoony
- Siegfried Ellwanger Castan